# Flaga Kraju Krasnojarskiego
Flaga Kraju Krasnojarskiego – flaga przyjęta 16 kwietnia 2000 r. Flaga jest prostokątem o barwie ciemnoczerwonej. Na środku płata flagowego znajduje się herb kraju (na czerwonej tarczy herbowej przepasanej niebieskim pionowym pasem znajduje się złoty lew trzymający w prawej łapie łopatę, natomiast w lewej łapie - sierp, tarczę herbową otaczają złote liście przepasane błękitną wstęgą).